# Кариоптерис
Кариоптерис (Caryopteris × clandonensis) је хибридна врста родитељског пара C. incana (Thunb. ex Houtt.) Miq. × C. mongholica Bunge. Први је врсту описао 1933. године Симондс (Arthur J. Simmonds) у The Gardeners' chronicle, ser. 3, 94: 226. Она се још једанпут појављује у истој публикацији (Gard. Chron., ser. 3, 110: 110) 1941. године под називом Caryopteris mastacanthus var. clandonensis (A. Simmonds) Anon. непознатог аутора. Назив рода дао је руски ботаничар Алекса́ндр Андре́евич Бу́нге (1803—1890) спојивши две старогрчке речи κάρυον (зрно) и πτερόν (крило) због плода - окриљене орашице; епитет врсте дат је по градићу Западни Кландон (West Clandon) из кога је аутор Arthur J. Simmonds. Енглески назив је blue-mist shrub или blue spirea, а код нас кариоптерис или, енглески превод - плава магла.

## Опис врсте
Полужбун висок 100-150 cm; тамнољубичасти изданци су усправни или благо повијени одрвењени у бази, а зељасти при врху; прекривени ситним длачицама. Лисни пупољци без љуспи.
Наспрамни листови су овални или ланцетасти на краткој дршци, дуги 5-12 cm, диморфни, доњи дужи и грубо тестерасти са неколико зубаца дуж оба руба, вршни целог таласастог обода. Сивкасто зелени адаксијално, абаксијално беличасти прекривени сићушним длачицама па су на додир глатки као свила, а када се протрљају дају ароматичан мирис.
Ситни плави цветови се јављају у густим цимозним цвастима на овогодишњим леторастима у пазуху терминалних листова током јула и октобра. Цветови хермафродитни, зигоморфни, ентомофилни, петочлани са звонастом режњевитом чашицом 3,5–4 mm дугом и цевасто-левкастом круницом са 4 јајаста, на врху заобљена, листића 6–8 mm дуга и једним конкавним са кончастим ресама које се простиру изнад цвета; четири прашника на дугим, плавим филаментима и са ситним антерама; тучак длакавог плодника, са дугим кончастим стубићем и дводелним жигом.
Плод ја мерикарпијум са 4 чунасте, суве, глатке, смеђе, једносемене орашице које су бочно окриљене, око 4 mm дуге и 2-2,5 mm широке; хилум дуг као и плод. Плод је у сасушеној чашици сазрева у јесен и дуго остаје у контакту са биљком, анемохоран.

## Ареал
Као синтетисани хибрид, плава магла нема природни ареал. Родитељске врсте C. incana и C. mongholica су из Азије. 

## Биоеколошке карактеристике
Биљци одгавара растресито, добро дренирано земљиште и потпуна осунчаност; у полусенци и сенци се успешно развија али је декоративност цветова мање изражена. На песковитом земљишту може да се гаји годинама са изузетним успехом и готово без било каквих мера неге. Залива се у почетку док се добро не укорени, касније подноси сушу па је погодна за ксерискејп вртове. У хладнијем климату надземни део измрзава, али се у пролеће обнови. Препоручује се, стога, орезивање на пањ крајем зиме или почетком пролећа како би се подстакао снажан раст наредне вегетације.

## Значај
Плава магла је декоративан жбун због меких сивозелених листова и плавих цветова у касно лето и почетком јесени; медоносна је, привлачи пчеле, бумбаре и лептире. Сади се појединачно или у масивима уз зидове или ободе врта. Погодна је за перенске бордуре и комбинације са перенама и жбуновима. Складна комбинација је са рузмарином и сантолином.

## Размножавање
Генеративно размножавање је могуће, иако је врста хибрид, а поједини култивари преко семена преносе типичне особине. Сетва се обавља у добро дренирани пешчани компост и прекрива слојем песка дебљине колика је дужина семена. Сетвене кутије је најбоље оставити напољу и одржавати влажним; додатно загревање није потребно. У пролеће семе споро клија и после хладне стратификације у компосту. Поједина зрна исклијају и после годину дана.
У пракси вегетативно размножавање преовлађује, а примењује се деоба жбуна, и, много чешће, резнице. Зелене резнице узимају се у јуну и побадају у смешу тресета и песка (2:1) уз претходно третирање са 0,8% IBA или без третмана фитохормоном. Леје без грејања одоздо у које су пободене резнице покривају су танком пластичном фолијом (0,02 mm) која належе на резнице, уз јаку засену изнад фолије. Ожиљавање може да се обави и у пластичним тунелима на отвореном ширине 1m са млечнобелом фолијом која пропушта 50% светлости. Ожиљавање је у оба случаја 100%.

## Унутарврсни таксони
Први оригинални клон добијен по хибридизацији C. incana × mongolica био је 'Arthur Simmonds'. Хибрид је настао у врту Артура Симондса тридесетих година XX века, а први клон је по њему добио име.
До данас је плава магла због своје популарности представљала чест предмет рада многих оплемењивача што резултира великим бројем култивара. Висли, врт Краљевског хортикултурног удружења Уједињеног Краљевства наводи 41 клон 2007. године.
У расадницима су најчешћи:
- ‘Worcester Gold’, Hint of Gold™ (‘Lisaura’), ‘Summer Sorbet’, Lil’ Miss Sunshine™ (‘Janice’) и Sunshine Blue® (‘Jason’) селекције жутог листа и плавих цветова. Ниједна од жутолисних форми не задржава боју у топлом климату са израженом температурном амплитудом;
- ‘Dark Knight’, ‘Kew Blue’ и ‘Longwood Blue’ култивари са тамноплавим цветовима;
- ‘First Choice’ компактан клон са тамноплавим цветовима;
- Sterling Silver™ (‘Lissilv’) клон сребрносивих листова и светлоплавих цветова;
- ‘White Surprise’ има листове са белим неправилно ограниченим маргинама и сиво или плавозеленим централним делом. Панашираност је нестабилна;
- 'Heavenly Blue' америчка селекција усправнијег хабитуса, компактнија од ‘Arthur Simmonds’;
- 'Ferndown' клон тамнозелених листова и тамнијих цветова од ‘Arthur Simmonds’ добијен у расаднику Ферндаун (Ferndown Nurseries, Dorset).
- 'Kew Blue' клијавац из семена ‘Arthur Simmonds’ са тамноплавим цветовима и синтетисан у ботаничкој башти Кју око 1945. и дистрибуиран на тржиште.
- 'Blauer Spatz'
- Grand Bleu™  ('Inoveris')
- Pink Perfection™ ('Lisspin')